# Paul Journoud
Paul Journoud (* 18. Januar 1821 in Rive-de-Gier; † 26. Februar 1882 in Paris) war ein französischer Schachspieler und Journalist.

## Leben
Journaud stammte aus einer angesehenen Lyoner Familie, kam allerdings im Département Loire zur Welt. Journouds Charakter wurde in seinem Nekrolog als „sanft, fröhlich und mit einem leichten Hang zur Ironie“ bezeichnet. Er verstarb an einer langjährigen chronischen Erkrankung.

## Schach
Ab Ende der 1840er Jahre finden sich Belege, dass er im Pariser Café de la Régence als starker Schachspieler hervortrat. In den 1850er Jahren zählte er bereits zu den stärksten Meistern Frankreichs. Er spielte in Paris mehrere Matche gegen führende Schachmeister seiner Zeit: im Jahr 1858 verlor er einen Wettkampf gegen den Amerikaner Paul Morphy, der während seiner Europa-Tournee Paris besuchte, mit 0:12; im Jahr 1859 unterlag Journoud dem französischen Spitzenspieler Jules Arnous de Rivière mit 5:10 (+4 =2 −9); im Jahr 1860 verlor er gegen den Preußen Adolf Anderssen mit 1½:3½ (+1 =1 −3). Seine höchste Historische Elo-Zahl betrug 2468 im Oktober 1861.
Journoud machte sich daneben einen Namen als Publizist französischer Schachzeitschriften. Er redigierte im Jahr 1861 „La Régence“, von 1861 bis 1864 „La Nouvelle Régence“, im Jahr 1864 „Le Palamède Français“ und 1865–1867 „Le Sphinx“. Zudem leitete er von 1861 bis zu seinem Tod 1882 die Schachspalte der renommierten Zeitschrift Le Monde illustré.